# ASCII (entreprise)
Pour les articles homonymes, voir ASCII (homonymie).
ASCII (アスキー, Asukī) ou ASCII Corporation est une marque de Kadokawa ASCII Research Laboratories, Inc. (株式会社角川アスキー総合研究所), filiale du conglomérat médiatique japonais Kadokawa Corporation. ASCII Corporation (株式会社アスキー, Kabushiki gaisha Asukī) était à l'origine une maison d'édition qui produit des magazines et des livres sur l'informatique et les technologies de l'information basé à Tokyo au Japon. Elle fut l'un des acteurs principaux dans la création du standard MSX, un micro-ordinateur japonais, et du logiciel RPG Maker. 
La première société ASCII est devenue en 2002 la société holding MediaLeaves (ja) qui gère la seconde génération d'ASCII et sa société sœur Enterbrain. Le groupe intègre Kadokawa Group Holdings en 2004 conduisant à la fusion d'ASCII avec une autre filiale de Kadokawa, MediaWorks, le 1er avril 2008, devenant ASCII Media Works,.

## Histoire

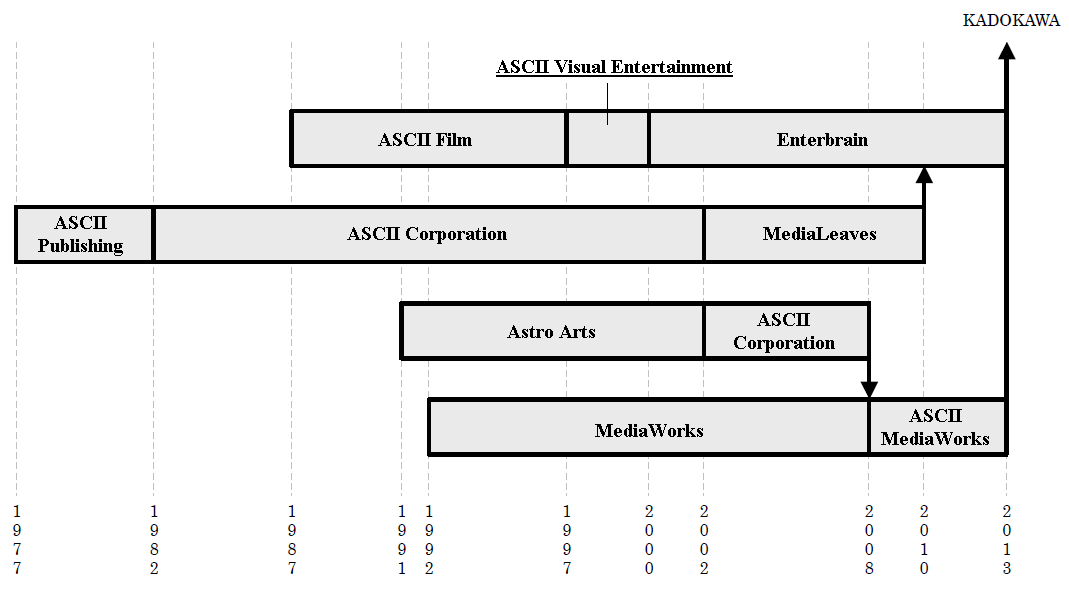
Frise chronologique de la société.

### 1977-1990: Création et premiers projets
ASCII Publishing (株式会社アスキー出版) est créée avec un capital de 3 millions de yens le 24 mai 1977 par Kazuhiko Nishi, Akio Gunji, Keiichiro Tsukamoto, qui étaient à l'époque rédacteurs du magazine de micro-informatique I/O (ja), pour publier des magazines tels que le mensuel ASCII. Par la suite, les discussions entre Bill Gates et Nishi ont conduit à la création du premier bureau de vente à l'étranger de Microsoft, ASCII Microsoft, en 1979,. En 1980, ASCII a réalisé 1,2 milliard de yens de ventes grâce à la licence de BASIC Microsoft. Il représentait 40% des ventes de Microsoft et Nishi est devenu vice-président des ventes de Microsoft pour l'Extrême-Orient. En 1983, ASCII et Microsoft ont introduit MSX, un ordinateur standard 8 bits bien connu dans l'ex-URSS et au Japon ; Nishi était également connu pour son rôle dans la commercialisation du MSX. En 1984, ASCII s'est lancée dans le secteur des semi-conducteurs, suivie d'une nouvelle expansion dans le service de communication commerciale en ligne en 1985 sous la marque ASCII-NET. Alors que la popularité des systèmes de jeux vidéo sur consoles montait en flèche dans les années 1980, ASCII est devenu actif dans le développement et la publication de logiciels et de périphériques pour les consoles populaires telles que la Family Computer et la Mega Drive. Après l'introduction en bourse de Microsoft en 1986, Microsoft a fondé sa propre filiale japonaise, Microsoft Kabushiki Kaisha (en) (MSKK), et a dissous le partenariat avec ASCII. À peu près à la même époque, l'entreprise a également dû se réformer en raison de sa diversification agressive au cours de la première moitié des années 1980. L'entreprise est devenue publique en 1989.

### 1989-2000: Satellites et projets ultérieurs
En mars 1990, ASCII Corporation est entré dans le capital de Vestron Pictures Japan avec l'augmentation de ses actions ; l'entreprise change de nom commercial pour ASCII Vestron Pictures, Inc. (アスキーベストロン映画株式会社) en septembre 1990. La filiale change plusieurs fois de nom jusqu'en janvier 2000, où elle prend le nom de Enterbrain, Inc. (株式会社エンターブレイン, Kabushiki gaisha Entāburein) dans la décision de changer de secteurs d'activités pour se centrer sur l'édition ainsi que le développement de logiciels et de jeux vidéo. Enterbrain commence ses activités le 1er avril 2000 en acquérant d'ASCII Corporation et d'Aspect Corporation la rédaction de Famitsu et d'autres services liés au divertissement, ainsi que des services commerciaux et administratifs associés.
Astro Arts Inc. est fondée le 24 juin 1991. Le cofondateur Keiichiro Tsukamoto avait quitté ASCII pour créer sa propre entreprise en 1992, nommée Impress (ja).
Le chiffre d'affaires d'ASCII au cours de son exercice clos en mars 1996 était de 56 milliards de yens, qui se décompose en secteurs : la publication (52,5% ou 27,0 milliards de yens), les jeux vidéo (27,8% ou 14,3 milliards de yens), les systèmes et semi-conducteurs (10,8% ou 6 milliards de yens) et le reste. Malgré ses difficultés à rester concentrées sur ses activités principales, la société a continué de souffrir de dettes accumulées, jusqu'à ce qu'un accord soit conclu pour que CSK Corporation réalise un investissement majeur dans ASCII en 1997.
En 1996, ASCII a acquis la société Something Good et l'a renommée ASCII Something Good, dans laquelle elle a également transféré son département des logiciels d'entreprise et a aussi développé des jeux dont trois titres pour la Sega Saturn : Ai Shōgi (1995), AI Igo (1997) et AI Shogi 2 (1998).
ASCII utilisait à l'origine le nom Nexoft sur les premières publications américaines. En 1991, ils ont renommé Nexoft en ASCII Entertainment, bien que les sorties à cette époque aient utilisé le nom Asciiware. Pour se concentrer sur le soutien de la chaîne de divertissement interactive en Amérique, la start-up Agetec (pour « Ascii Game Entertainment TEChnology ») a été créée en tant que société indépendante en 1998 et est devenue plus tard un éditeur entièrement indépendant un an plus tard.

### 2000-2008: Changements de propriétaires et dissolution
Le 26 novembre 2001, CSK Corporation et Unison Capital Partners L.P. (UCP) ont annoncé l'approbation du transfert du contrôle de sa filiale ASCII à UCP, prenant effet le 30 mars 2002, dans le cadre de la stratégie visant à concentrer les activités du groupe CSK sur les affaires B2B,. Le transfert a été approuvé le 21 décembre 2001. Dans le cadre de l'accord, la dette impayée d'ASCII envers CSK a été annulée et, sous le contrôle d'Unison, la branche d'édition sur les IT et Enterbrain d'ASCII conserveraient leur autonomie, tandis qu'ASCII a été restructurée pour se concentrer sur les affaires d'édition sur les PC et les IT.
Le 28 mai 2002, Unison Media Partners a annoncé que ASCII deviendrait sa filiale à part entière par échange d'actions, et ASCII serait radiée de la bourse, à compter du 1er octobre 2002. Une scission d'ASCII s'est déroulée le 18 novembre 2002 : les activités d'édition sont acquises par Astro Arts qui a changé de nom commercial pour ASCII, tandis que la première entreprise ASCII est devenue la société holding MediaLeaves (ja) avec pour filiales Enterbrain et le nouveau ASCII,. À la suite d'une offre publique d'achat, UCP a vendu l'ensemble du groupe MediaLeaves à Kadokawa Group Holdings (anciennement Kadokawa Shoten, l'actuel Kadokawa Future Publishing), devenant ainsi sa filiale, ASCII et Enterbrain des propriétés du groupe Kadokawa le 18 mars 2004,,.
Le 27 septembre 2007, Kadokawa Group Holdings a annoncé la fusion entre ses filiales MediaWorks et ASCII sous le nom ASCII Media Works, qui prendrait effet le 1er avril 2008,. La fusion a été approuvée en février 2008. Le 1er octobre 2010, MediaLeaves (l'ancienne ASCII) a fusionné avec Enterbrain, marquant ainsi la disparition complète d'ASCII. 

### Kadokawa ASCII Research Laboratories
Le 24 février 2000, la filiale Kadokawa Digix, Inc. (株式会社角川デジックス, Kabushikigaisha Kadokawa Dejikkusu) est créée avec pour activité principale la fourniture de services de programmation informatique.
Le 1er février 2013, la branche des affaires de recherches médiatiques d'ASCII Media Works « Kadokawa ASCII Research Laboratories » (角川アスキー総合研究所) se sépare et se constitue en une société privée,. Le 1er juillet 2013, Kadokawa ASCII Research Laboratories, Inc. (株式会社角川アスキー総合研究所) est constituée avec l'absorption de Kadokawa ASCII Research Laboratories par Kadokawa Digix. La société agit en tant que think tank pour le développement de l'industrie japonaise du contenu multimédia.
ASCII Media Works a cessé d'être une kabushiki gaisha le 1er octobre 2013 lorsque huit autres sociétés et elle ont fusionné avec Kadokawa Corporation pour devenir des brand companies en français : « entreprises de marque ». En avril 2018, le département ASCII Media Works au sein de Kadokawa est supprimé, les activités ASCII qui lui étaient rattachées sont transférées à Kadokawa ASCII Research Laboratories, Inc..

## Productions

### MSX
MSX était un standard de micro-ordinateurs à vocation domestique, annoncée par Microsoft et ASCII le 16 juin 1983,. Elle a été conçue et commercialisée par Kazuhiko Nishi, alors vice-président de Microsoft d'Extrême-Orient et directeur d'ASCII Corporation. Nishi a conçu le projet comme une tentative de créer des normes unifiées parmi divers fabricants de systèmes informatiques domestiques de la période,. Les systèmes MSX étaient populaires au Japon et dans plusieurs autres pays. Il est difficile de déterminer combien d'ordinateurs MSX ont été vendus dans le monde, mais finalement 5 millions d'unités de MSX ont été vendues rien qu'au Japon. Malgré l'implication de Microsoft, peu de machines basées sur MSX ont été lancées aux États-Unis. Avant le grand succès de la Famicom de Nintendo, le MSX était la plate-forme pour laquelle les principaux studios de jeux japonais tels que Konami et Hudson Soft produisaient des jeux vidéo. La série des Metal Gear, par exemple, a d'abord été développé pour le MSX 2.